# Josep Rodoreda i Santigós

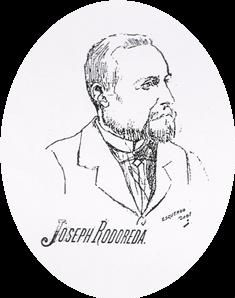
Josep Rodoreda i Santigós

Josep Rodoreda i Santigós (* 13. Februar 1851 in Barcelona; † 9. Oktober 1922 in Buenos Aires) war ein katalanischer Komponist, Kapellmeister und Musikpädagoge. Rodoreda war der Komponist des Marienhymnus  El Virolai de la Mare de Déu de Montserrat, das im Volksmund auch einfach El Virolai genannt wird. Dieser Hymnus wurde in Zeiten der Repression als inoffizielle katalanische Nationalhymne verwendet.

## Leben und Werk
Seine musikalische Ausbildung erhielt Josep Rodoreda an der Escolania de Sant Jaume in Barcelona unter der Leitung von Nicolau Manent.
1875 wurde er zum Professor für Klavierbegleitung am Conservatori del Liceu ernannt. Er gab diese Stellung 1883 auf, weil er die Acadèmia de Música de la Casa Provincial de la Caritat in Barcelona gründete, deren Leiter er wurde. Nach dem Tod von Josep Anselm Clavé im Jahr 1874 leitete er auch die Societat Coral Euterpe und übernahm Clavés Aufgaben als Chorleiter. 1886 gründete er die Banda Municipal de Barcelona und wurde deren künstlerischer Leiter. Er wurde Leiter der Escola Municipal de Música, der ersten öffentlichen Musikausbildungsstätte in Barcelona. 1896 gab er alle Positionen in Barcelona auf und ging als Leiter der Banda Municipal (Städtische Musikkapelle) und der Escola Municipal de Música (Städtische Musikschule) nach San Sebastian. 1902 zog er nach Buenos Aires und leitete dort das Thibaud-Piazzini-Konservatorium. Gleichzeitig hatte er an diesem Konservatorium den Lehrstuhl für Harmonielehre und Komposition inne. In Buenos Aires gründete er den argentinischen Orfeó Català.
Er wurde als Komponist bekannt unter anderem wegen seines Oratoriums Les set paraules (1875). Das Werk, das ihn hoch bekannt werden ließ, war der Marienhymnus  El Virolai de la Mare de Déu de Montserrat. Der Text dieses Hymnus stammt von Jacint Verdaguer. In San Sebastian komponierte er einige Stücke, die besonders durch die baskische Volksmusik beeinflusst wurden. Weitere Stücke aus seinem kompositorischen Werk sind die Orchesterwerke Poema fantàstic (1875) und La Primavera (1883, Der Frühling), die dramatische Idylle La nit al bosc (Die Nacht im Wald) auf einen Text von Apel·les Mestres, Lieder und zahlreiche Stücke für Blaskapellen. Rodoreda hat etwa 300 Kompositionen geschrieben.